# Ancient
Ancient é uma banda de black metal da Noruega.

## Formação
- Zel (baixo, bateria programada, teclados, guitarra e vocal)
- Dhilorz (baixo, guitarra e vocal)
- Nicholas Barker (bateria)

## Discografia
Álbuns de estúdio
- Svartalvheim (1994)
- The Cainian Chronicle (1996)
- Mad Grandiose Bloodfiends (1997)
- The Halls of Eternity (1999)
- Próxima Centauri (2001)
- Night Visit (2004)
- Back To The Land Of The Dead (2016)

EPs
- Det Glemte Riket (1994)
- Trolltar (1995)
- God Loves The Dead (2001)

Compilaçoes
- Eerily Howling Winds - The Antediluvian Tapes (2005)

Demos e Splits
- Eerilly howling Winds (1993)
- True Kings of Norway (2000)